# 바비 워맥
바비 워맥(Bobby Womack, 1944년 3월 4일 ~ 2014년 6월 27일)은 미국의 가수, 작곡가, 음악가, 음악 프로듀서였다. 1950년대 초 패밀리 음악 그룹 발렌티노스의 리드 싱어와 샘 쿡의 후원 기타리스트로 시작한 워맥의 경력은 60년 이상에 걸쳐 리듬 앤 블루스, 솔, 로큰롤, 두왑, 가스펠 등 다양한 스타일에 걸쳐 있었다.
워맥은 (그의 형제 발렌티노스와 함께), 롤링 스톤스의 첫 번째 영국 히트곡 〈It's All Over Now〉, 그리고 뉴 버스의 〈I Can Understand It〉를 작곡하고 원래 녹음한 다작곡가였다. 가수로서 그는 히트곡 〈Lookin' for a Love〉, 〈That's the Way I Feel About Cha〉, 〈Woman's Gotta Have It〉, 〈Harry Hippie〉, 〈Across 110th Street〉로 가장 주목을 받고 있으며, 1980년대 히트곡 〈If You Think You're Lonely Now〉, 〈I Wish He Didn't Trust Me So Much〉로 유명하다.
2009년에 바비 워맥은 로큰롤 명예의 전당에 헌액되었다.